# Leiszmanioza

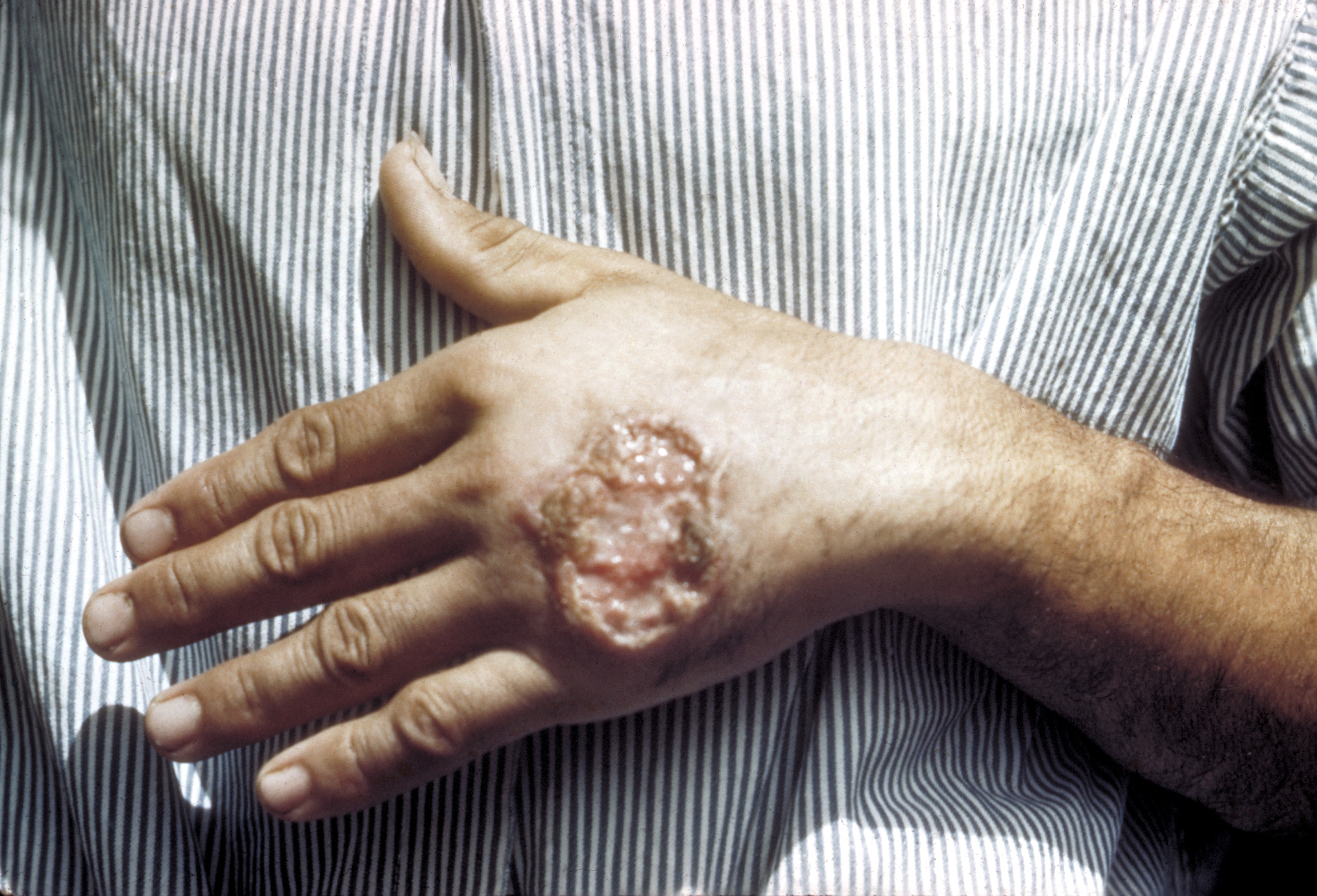
Leiszmanioza skórna u dorosłego z Ameryki Środkowej

Leiszmanioza (łac. i ang. leishmaniasis) – grupa chorób pasożytniczych wywoływanych u owodniowców, w tym człowieka, przez wiciowce z rodzaju Leishmania przenoszone poprzez owadzi wektor, którym są muchówki (moskity). 
Część gatunków pasożyta zaraża głównie gady (klasycznie rozumiane), z kolei  ssaki (oraz rzadko ptaki) preferowane są przez inne gatunki, Zakażenie u ludzi powoduje 21 z ogólnej liczby 30 gatunków, które atakują ssaki. Większość gatunków  zwykle przenoszona jest na człowieka przez wektor od innych ssaków (m.in. L. mexicana, L. major i L. aethiopica) zaś jedynie w przypadku dwóch spośród nich (L. tropica oraz L. donovani) wektor typowo przenosi patogen bezpośrednio z człowieka na człowieka.
Choroba wzięła swą nazwę od nazwiska szkockiego patologa Williama Booga Leishmana. To on w 1901 zidentyfikował obce organizmy w śledzionach osób zmarłych z powodu „gorączki z Dum-Dum”.

## Epidemiologia

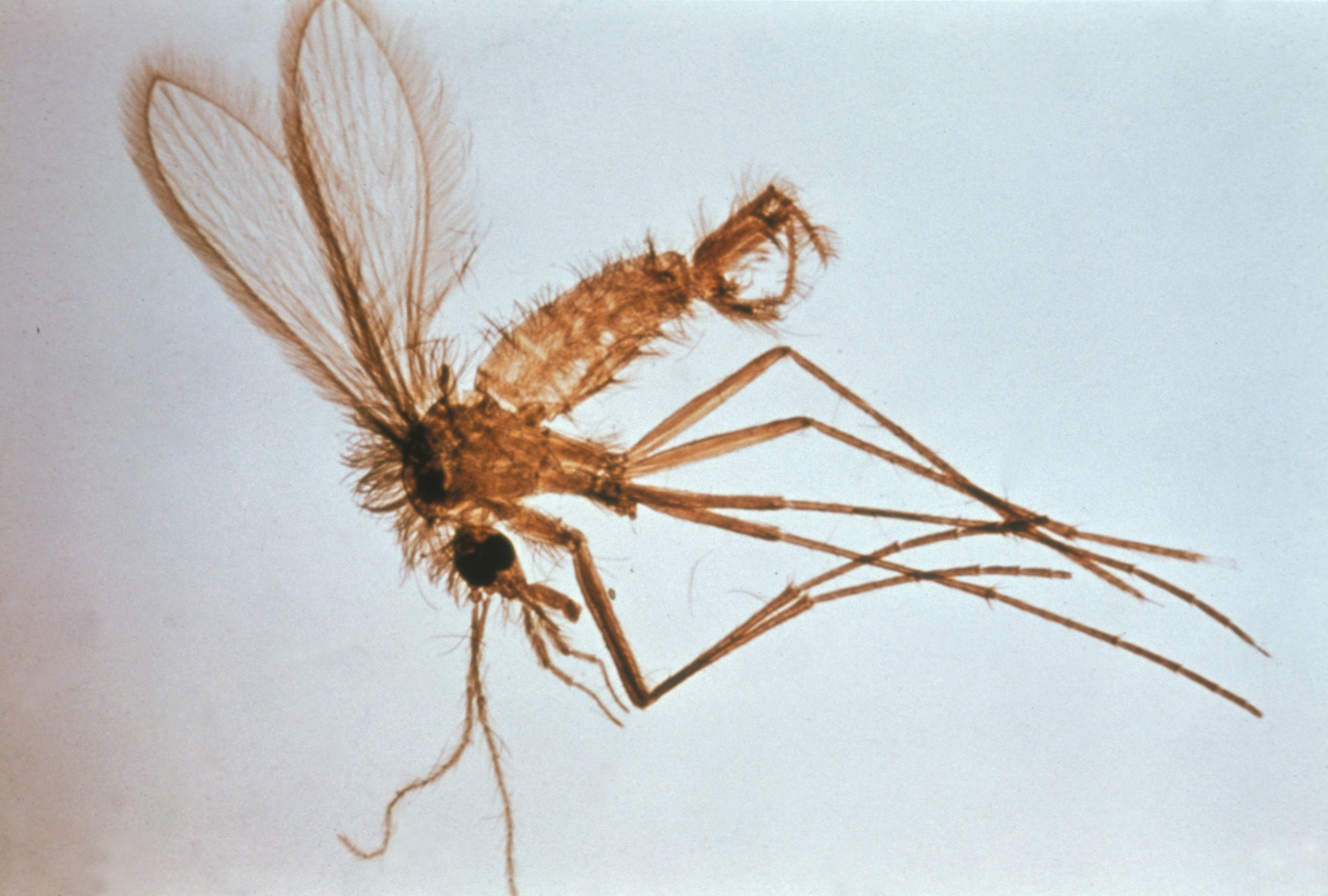
Muchówka z rodzaju Phlebotomus

Ocenia się, że co roku na leiszmaniozę choruje 12 mln osób. Każdego roku odnotowuje się około 2 mln nowych zachorowań, z czego większość to leiszmaniozy skóry (około 1,5 mln), a 1/4 przypadków to leiszmanioza trzewna.
Szacuje się, że w obszarze występowania leiszmaniozy mieszka 350 mln ludzi (88 krajów). Są to tereny sięgające od lasów deszczowych w Ameryce Południowej do pustyń Azji Zachodniej. 90% przypadków jednej z najgroźniejszych leiszmanioz – tzw. leiszmaniozy trzewnej występuje w Bangladeszu, Nepalu, Sudanie i Brazylii i z reguły wśród ubogich i słabo odżywionych mieszkańców. Na leiszmaniozę często zapadają też mieszkańcy Meksyku, Ameryki Środkowej i Południowej (oprócz Urugwaju i Chile), Azji (z wyjątkiem części południowo-wschodniej), Bliskiego Wschodu, Afryki (w szczególności wschodnia i północna część) i południowej Europy. Przypadki leiszmaniozy zostały odnotowane wśród żołnierzy amerykańskich stacjonujących w Iraku oraz wśród sił NATO w Afganistanie, o czym donosiły agencje prasowe. Ostatnio zauważa się także zwiększanie zasięgu leiszmaniozy w kierunku północnej części Teksasu, natomiast jedynie sporadycznie występuje ona w Australii i Oceanii.
W Polsce leiszmaniozę skórną w przeszłości stwierdzano głównie u turystów oraz u kierowców ciężarówek powracających z Bliskiego Wschodu lub osób, które spędzały wakacje nad Morzem Śródziemnym, natomiast współcześnie istotny odsetek Polaków zapadających na leiszmaniozę stanowią także turyści odwiedzający kraje południowoamerykańskie.
Wektorem choroby są muchówki (moskity) z rodzajów Lutzomyia (w Nowym Świecie) i Phlebotomus (w Starym Świecie). Tzw. rezerwuar zarażenia stanowią zwierzęta dzikie (np. małpy, gryzonie) oraz domowe (najczęściej psy), chociaż w niektórych regionach rezerwuar stanowi też człowiek.

## Etiologia i patogeneza

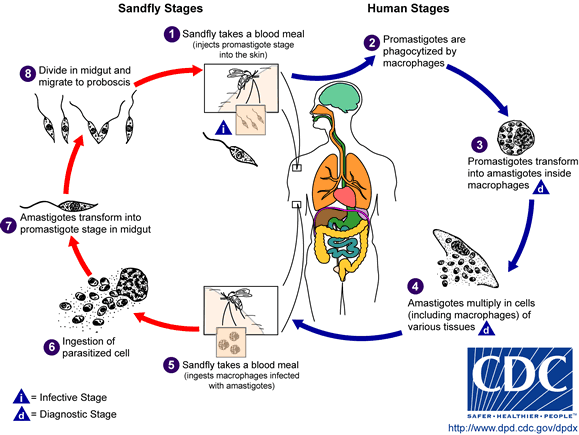
Cykl życiowy leiszmanii

Patogenem są wiciowce (Leishmania) z rodzaju świdrowców (Trypanosomatidae), które w postaci wiciowych promastygotów poprzez ukłucie samicy muchówki wprowadzane są do krwi owodniowca,  choć możliwe jest też zarażenie poprzez rozgniecenie owada i wtarcie go do rany albo przez stosowanie używanych igieł do iniekcji. Ślina moskitów zawiera składniki powstrzymujące krzepnięcie krwi – peptydy rozszerzające naczynia krwionośne oraz enzymy o właściwościach przeciwzapalnych, przeciwkrzepliwych oraz znieczulających. Substancje te odgrywają dużą rolę przy transmisji pasożytów i spełniają rolę czynników wspomagających. Dopiero w układzie krwionośnym bądź limfatycznym zarażonego przez owada żywiciela osiągają postać bezwiciowych amastygotów.

## Postacie leiszmaniozy
- leiszmanioza trzewna (kala-azar[6], czarna febra, gorączka dum-dum) – wywoływana przez wiciowce Leishmania donovani oraz L. infantum (znana też jako L. chagasi). Jest to jedna z najgroźniejszych odmian choroby. Najwięcej śmiertelnych epidemii ma miejsce w Indiach i Brazylii.
- leiszmanioza skórna (biały trąd) – wywoływana przez wiciowce L. major, L. tropica, L. mexicana, L. aeothiopica. Występuje na Bliskim Wschodzie oraz w Brazylii i Peru.
- leiszmanioza skórno-śluzówkowa (pendynka) – wywoływana przez L. brasiliensis. Atakuje mieszkańców Boliwii, Brazylii i Peru.

## Obraz

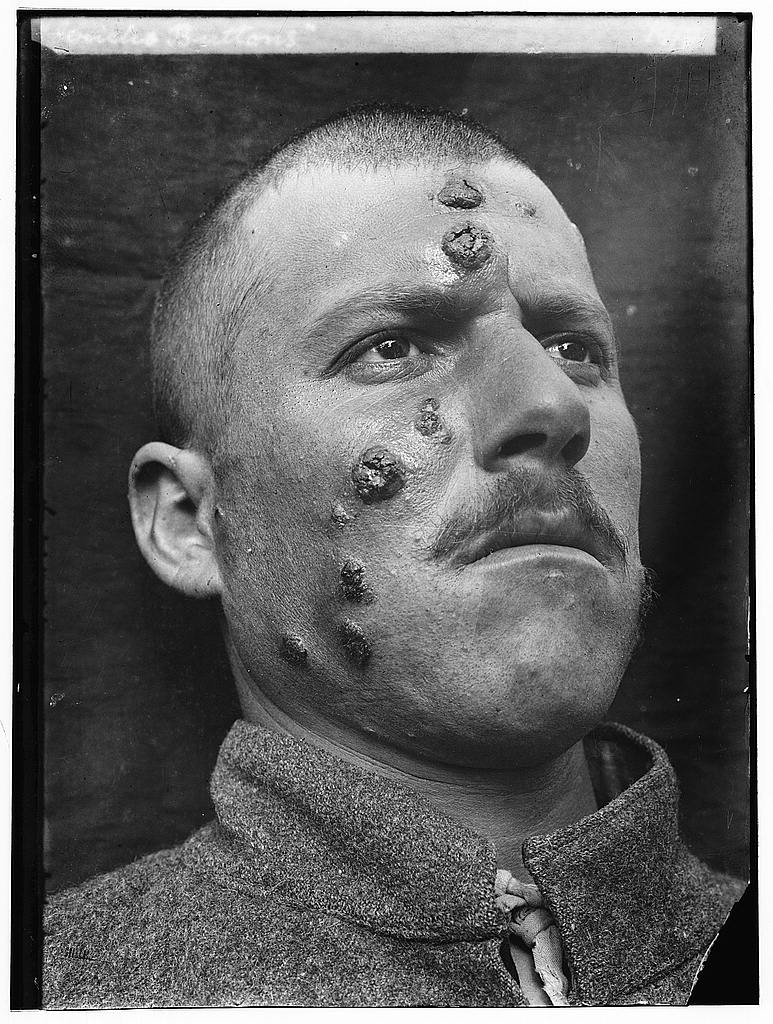
Przypadek leiszmaniozy skórnej z 1917 z Bliskiego Wschodu

- leiszmanioza trzewna – gorączka (z okresami nasilenia), obfite pocenie się, nudności, obrzęki, uczucie rozbicia, obecność płynu w jamie otrzewnej, spadek masy ciała, anemia i szary odcień skóry. Charakterystyczne jest też duże zwiększenie objętości śledziony. Skóra przybiera szare zabarwienie (stąd nazwa czarna febra). O przypadku leiszmaniozy trzewnej świadczy w szczególności gorączka trwająca dłużej niż dwa tygodnie i brak poprawy po zastosowaniu leków przeciwmalarycznych.
- leiszmanioza skórna – owrzodzenia skóry, martwica tkanek pozostawiająca blizny po dłuższym czasie, trudno gojące się rany. Zmiany chorobowe obejmują najczęściej twarz, szyję, kończyny (generalnie odkryte części ciała).
- leiszmanioza skórno-śluzówkowa – zniekształcenia twarzy, uszkodzenia tkanek miękkich, chrząstek i kości nosa.

W celu potwierdzenia rozpoznania etiologicznego choroby, pobiera się bioptaty ze szpiku kostnego, wątroby oraz rozmazy krwi w celu uwidocznienia pierwotniaków.
Leiszmanioza nierzadko występuje równocześnie z AIDS. Ocenia się, że 1,5% pacjentów z AIDS na południu Francji choruje na leiszmaniozę trzewną.

## Leczenie
Nieleczona leiszmanioza powoduje śmierć. Stosuje się kurację antybiotykową i leczenie związkami antymonu, takimi jak antymonoglukonian sodu (związki antymonu ze względu na toksyczność są coraz rzadziej stosowane). W przypadku leiszmaniozy skórnej podaje się jeszcze ketokonazol. Stosuje się również nowo opracowany lek cytostatyczny o nazwie miltefozyna. Szczepionka przeciwko leiszmaniozie jest aktualnie opracowywana, dlatego jedynym sposobem jej zapobiegania jest unikanie przebywania w rejonach siedlisk muchówek.

## Klasyfikacja ICD10
| kod ICD10     | nazwa choroby                   |
| ------------- | ------------------------------- |
| ICD-10: B55   | Leiszmanioza                    |
| ICD-10: B55.0 | Leiszmanioza trzewna            |
| ICD-10: B55.1 | Leiszmanioza skórna             |
| ICD-10: B55.2 | Leiszmanioza śluzówkowo-skórna  |
| ICD-10: B55.3 | Leiszmanioza niezidentyfikowana |